# Bai Bang

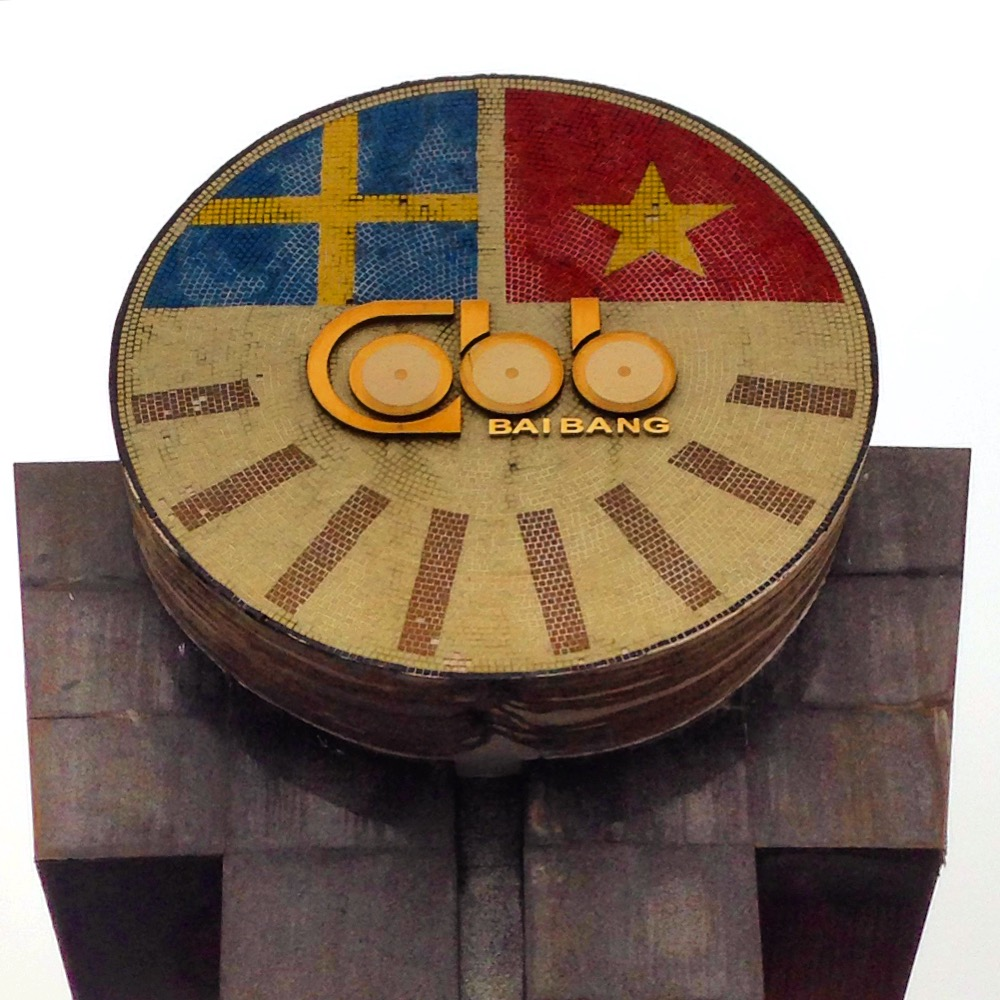
Monumentet vid entrén till fabriken, prydd av både den svenska och vietnamesiska flaggan.

Bai Bang är ett industriområde i Phong Chau-distriktet drygt 10 mil nordväst om Hanoi i Vietnam. Platsen var föremål för Sveriges största biståndsprojekt i form av ett stort pappersbruk invigt 1982.
Det svenska bidraget till Bai Bang, genom biståndsmyndigheten SIDA, sträckte sig över en period på 25 år, mellan 1970 och 1995. Pappersbruket uppfördes som en del i återuppbyggnaden av Nordvietnam. Denna typ av modern industri var bland den första i sitt slag i Vietnam och det blev första gången ett liknande projekt i Nordvietnam finansierats  av ett västerländskt land. I motsats till flertalet västländer stödde Sverige den nordvietnamesiska sidan i det pågående Vietnamkriget. Den totala svenska insatsen blev 2766 miljoner kronor (i 2012 års penningvärde), vilket gör det till ett av Sveriges genom tiderna största biståndsprojekt. Den ursprungliga svenska budgeten låg dock på endast 770 miljoner och tidsschemat överskreds rejält.
Själva produktionsstarten var planerad till år 1977, men blev försenad med tre år och det var först 1996 som fabriken nådde sin maxkapacitet. Det vietnamesiska bidraget med arbetskraft och råmaterial var också substantiellt, inte minst då man tar landets då mycket begränsade resurser i beräkning. Sverige startade även en yrkesskola för att förse Bai Bang-projektet med vietnamesisk personal som hade rätt kompetens.

## Historik

### Idén bakom Bai Bang
Som första västland etablerade Sverige år 1969 diplomatiska relationer med Nordvietnam, och redan senare samma år inleddes det svenska biståndet till landet. Detta mitt under Vietnamkriget, i vilket Sveriges politiska ledning kraftigt motsatte sig USA:s inblandning. Bai Bang kan ses som ett led i en bredare svensk utrikespolitik under kalla kriget, då Sverige förblev neutralt men samtidigt ville påvisa solidaritet gentemot postkoloniala frihetsrörelser, även om dessa som Vietnam befann sig i den kommunistiska sfären. Projektet kom inte bara att bli det största svenska biståndsprojektet i Vietnam, utan också i världen. Över de tjugofem år som projektet gick under svensk ledning (1970–1995) kostade det totalt 2766 miljoner kronor, i 2012 års penningvärde. Den symboliska vikten av projektet blev stort, som ett mycket konkret uttryck av Sveriges politik av solidaritet med Vietnam.
1969 togs de första stegen för Bai Bang. Besöket av en vietnamesisk delegation till Sverige undersökte möjligheterna för industriellt bistånd till landet. Året därpå följdes besöket upp av en svensk delegation till Vietnam, då möjliga sektorer för stödet undersöktes. Besöket resulterade i en preliminär rapport som framhöll en potential i vietnamesiskt skogsbruk. Det var först 1972 som just Bai Bang kom in i bilden, och en rapport om möjligheterna att bygga en pappersproducerande fabrik där levererades av Sida.
Idén bakom projektet var att Sverige skulle finansiera och understödja bygget av ett pappersbruk, där pappersmassan och pappret producerades under samma tak. Pappersbruket skulle bidra till regionens utveckling, skapa en inhemsk produktionskapacitet i Vietnam och tillgodose landets behov av papper. Fabriken skulle erbjuda försörjning som lyfte den lokala befolkningen ur fattigdom, och förses med nödvändiga förutsättningar i form av infrastruktur och utbildad arbetskraft för att efter projektets slut kunna överlämnas till vietnamesisk förvaltning. Den planerade moderna fabriken, byggd efter västerländsk standard var på sin tid en av mycket få av sitt slag i landet. Det var dessutom första gången som ett västland finansierade byggandet av vietnamesisk industri och sidas första omfattande projekt i ett kommunistiskt land.

### Utmaningarna för Bai Bang
Redan tidigt i processen uppkom svårigheter i samarbetet mellan Sverige och Vietnam, som präglats av så radikalt olika politiska och ekonomiska system. Fabriken skulle etableras i den centralt planerade vietnamesiska ekonomin, där det saknades erfarenhet av västerländska industriella principer. Till svårigheterna hörde att den vietnamesiska ekonomin var kraftigt utarmad efter år av krig och inte minst i Bai Bang-regionen saknades nödvändig infrastruktur såsom väg- och elnät samt utbildad arbetskraft. Redan tidigt i processen syntes meningsskiljaktigheter mellan länderna. Främst rörde debatten fabrikens produktionskapacitet, där Sida föreslog en fabrik med en årlig produktionskapacitet på cirka 50 000 ton, då man ville säkerställa en tillräcklig tillförsel av råvaror till fabriken. Vietnameserna hade i diskussionerna framfört önskemål om en nästan dubbelt så stor fabrik, med en årlig kapacitet på cirka 100 000 ton.
I slutändan fick SIDA aldrig tillräcklig data för att kunna bedöma råvarutillgången i norra Vietnam. Detta skulle komma att bli en vändpunkt i projektets historia, då det följaktligen breddades avsevärt för att också innefatta ett extensivt skogsodlingsprogram i flera nordvietnamesiska provinser för att säkerställa en tillräcklig tillförsel av trävirke till fabriken. Skogsprogrammet implementerades i provinserna Yên Bái, Lào Cai, Hà Giang, Vinh Phuc och Tuyên Quang, och kom att markera början på en nästan 30-årig svensk närvaro i de nordvietnamesiska bergsprovinserna. Det Svenska stödet inom ramen för Bai Bangprojektet breddades från att bara innefatta det industriella stödet till fabriken, till att också innefatta mer allmänna insatser för utvecklingen på den omkringliggande Vietnamesiska landsbygden.
Utmaningarna för Bai Bang stannade dock inte vid samarbetssvårigheterna som uppkom i mötet mellan två olika samhällssystem. Projektet väckte stor uppmärksamhet även i Sverige och kom att bli mycket omskrivet i svensk media. Flera skandaler som uppkom under projektet stod i fokus för mediebevakningen. Den handlade delvis om projektets många revisioner och förlängningar. Störst uppmärksamhet väckte dock anklagelserna om dåliga arbetsförhållanden för arbetarna på själva fabriken och inom skogsbruket, vilket blev en skandal i Sverige under mitten av 1980-talet.

### Bai Bang blir verklighet
År 1974 skrev både den svenska och vietnamesiska regeringen på avtalet som skulle göra Bai Bangprojektet till verklighet. Projektet var då planerat att löpa över fyra år och kosta cirka 500 miljoner kronor. De första spadtagen för fabriken togs 1975, och fabriken byggdes sedan under åren 1977–1980. Redan tidigt insåg man att både den ursprungliga tidsplanen och finansieringen skulle överskridas. Medan fabriken var under konstruktion beslutades att SIDA skulle bidra med 770 miljoner kronor. Summan justerades först upp till 920 miljoner på grund av en oväntat hög inflation och sedan ytterligare en gång till 1055 miljoner kronor på grund av komplikationer under byggprocessen. 1980 skruvades siffrorna återigen upp och man beräknade nu en budget på två miljarder kronor till projektet.
År 1981 började produktionen av papper och pappersmassa i fabriken, men det var först 1982 som den officiella invigningen ägde rum. Under 1983 inleddes ytterligare insatser av Sida i formen av tre individuella sidoprojekt. En yrkesutbildning inrättades på plats för att förse fabriken med kvalificerade arbetskraft. Utöver detta tillkom ett projekt som syftade till att tillgodose arbetarnas boendesituation, samt ett transportprojekt som skulle säkerställa nödvändig transportinfrastruktur till projektet. Bai Bang skulle komma att förbli under svensk förvaltning fram till 1990, då fabriken överlämnades åt vietnamesisk ledning. Stödet från Sida kom dock att fortsätta till 1995 genom flera mindre projekt. Bland annat avsattes pengar för yrkesutbildningen, transportlösningar och miljöskydd.

## Bai Bang och Doi Moi-politiken
Under 1980-talet led Vietnam av en svag ekonomisk tillväxt. 75 % av landets befolkning levde under den nationella fattigdomsgränsen. Produktiviteten inom landets jordbruk var låg och matbrist var vanligt förekommande. Landet var starkt influerat av den sovjetiska ekonomiska modellen och djupt beroende av ekonomiskt bistånd från Sovjetunionen. Effekterna av planekonomin var påtagliga, framför allt i norra Vietnam där Bai Bang var beläget. Där hade det planekonomiska systemet varit på plats sedan 1954 och den illegala privata sektorn var starkt undertryckt. Det var i detta system som Bai Bang tog form, vilket resulterade i stora svårigheter för implementeringen av västerländska förvaltningsprinciper.
Förändring var dock på väg i 1980-talets Vietnam. Den svaga ekonomin undergrävde det vietnamesiska kommunistpartiets legitimitet. Krisen fördjupades då det blev uppenbart att det för Vietnam var så avgörande sovjetiska biståndet skulle börja minska. Vietnams kommunistiska parti tvingades till drastiska åtgärder och fattade beslut om en ny ekonomisk politik: Doi Moi-politiken. Vietnam inledde övergången till en marknadsekonomi, marknaden liberaliserades och privat ägande tilläts. Enpartistaten bestod dock och Doi Moi beskrevs som en "socialistisk marknadsekonomi". Sverige kom genom biståndet från Sida att spela en speciell roll i implementeringen av Doi Moi, som den huvudsakliga västerländska biståndsgivaren. För Bai Bangs del innebar Doi Moi-politiken att man första gången med framgång kunde applicera västerländska principer för fabrikens styrning.

## Svenskarna vid Bai Bang
Bai Bang är än idag det mest omfattande svenska biståndsprojektet genom historien. Under de många år som Bai Bangprojektet varade fanns det en svensk närvaro kring fabriken. Som mest bodde cirka 700 svenskar, och även en del finnar vid Bai Bang. Svenskarna och finnarna bodde på "The Swedish camp", ett avgränsat område i Phong Chau, staden i anslutning till bruket. Svenskarnas liv vid Bai Bang var kraftigt begränsade, Vietnamesiska myndigheter ville förhindra utbytet av kultur och idéer mellan de svenska boende och lokalbefolkningen. Svenskarnas rörelser utanför boendekvarteren på "The Swedish camp" begränsades kraftigt, exempelvis fick de inte röra sig fritt över sträckan på två kilometer mellan boendet och fabriken, och istället fanns en buss som transporterade dem direkt. Relationer mellan svenskar och Vietnameser var strikt förbjudna av den Vietnamesiska regeringen.
Flera av de svenskar och vietnameser som intervjuats om relationen mellan de två grupperna i Bai Bang vittnar om en god interkulturell relation. Samtidigt återfinns kulturella skillnader mellan grupperna även i denna aspekt av projektet. Inte minst spelade den intensiva indoktrinering av den vietnamesiska befolkningen som ägt rum under Vietnamkriget in i situationen. Budskapen i indoktrineringen fick ändras för att instifta en acceptans mot de "vänliga kapitalister" som kommit från Sverige för att kooperera med dem vid Bai Bang. Samtidigt förblev det tydligt att vänskap och umgänge med svenskarna inte sågs med blida ögon av vietnamesiska myndigheter. De vietnamesiska arbetare som umgicks med svenskar blev misstänkliggjorda och besöktes av polis.

## Bai Bang efter slutet på den svenska insatsen
Sveriges ekonomiska stöd till Bai Bang avslutades 1995, men redan då hade fabriken sedan fem år befunnit sig under vietnamesisk ledning. 1995 genomfördes en stor investering i fabriken av den vietnamesiska ledningen, och 1996 uppnådde fabriken för första gången sin planerade produktionskapacitet på 55 000 ton. Under åren som följde det svenska tillbakadragandet var tillväxten av fabrikens försäljning på den inhemska marknaden god. Fabriken var lönsam och mötte sina beskattningskrav. Lönerna var nästan dubbelt så höga som på andra statligt ägda företag, och arbetarnas boendeförhållanden var goda. Som en del av VPC (Vietnam Paper Corporation) hindrades Bai Bang dock från att fullt ut agera självständigt och vinstdrivande. VPC kontrollerar de största pappersbruken i Vietnam, och reglerar konkurrens mellan dem. Inom ramen för VPC förflyttades också vinsterna från Bai Bang till andra, mindre lönsamma pappersbruk i landet, för att subsidiera dess produktion.
Efter det svenska stödet till Bai Bang fasades ut 1995 fortsatte antalet anställda på fabriken ligga stabilt, på en siffra kring 2800 fram till millennieskiftet. 2018 hette företaget som drev fabriken BAPACO (Bai Bang Paper Company), och företaget hade förutom den stora andelen av den inhemska pappersmarknaden också fått marknadsandelar i Malaysia, Thailand, Singapore, Hong Kong och Taiwan. Företaget hade fabriker i fyra vietnamesiska provinser, men huvudkontoret förblev i staden Phong Chau i Phu Tho-provinsen, där Bai Bang ligger.

## Fabrikens sociala påverkan
Fabriken har bidragit till en substantiell och varande ökad levnadsstandard hos fabrikens arbetare. Phong Chau-distriktet runt fabriken står ut som ett område med rikedom i en provins präglad av fattigdom. Omkring 25 000 jobb har uppkommit på grund av fabriken – inom fabriken, inom skogsbruk och inom industrier i nära anslutning till pappersbruket. Detta kan dock ses som få jobb i förhållande till regionens befolkning och det stora bidraget ifrån donatorer. Fabriksarbetarnas levnadsstandard har inte noterbart orsakat sociala problem, men vissa sociala kostnader har skett till följd av fabrikens utsläpp, som dock med asiatiska, och även i visst mål västerländska, mått mätt är ganska låga.

## Bai Bang i svensk media
Under det tidiga 1980-talet började arbetsförhållandena i fabriken på Bai Bang debatteras i Sverige, och diskussionerna fortgick mer eller mindre till dess att den svenska inblandningen avslutades. 1985 rapporterades det att det fanns inslag av tvångsarbete i skogsbruken i anslutning till Bai Bang. Samma år kom en studie som pekade på de synnerliga svårigheter som kvinnliga arbetare på fabriken led under. Uppgifterna initierade en politisk storm i Sverige och uppmärksamheten i svensk media blev stor. Senare studier som publicerats om saken har dock påvisat en tendens till överdrift vad gäller de rapporterade svåra arbetsförhållandena.
I takt med att kritiken mot arbetsförhållandena vid fabriken, och kanske framförallt vid de skogsområden där råmaterialet hämtades ifrån, ökade kom också det svenska kravet i slutet av 1980-talet om att förbättra arbetsförhållandena för att ge sitt fortsatta stöd. Arbetsförhållandena i fabriken förbättrades, men arbetsförhållandena i skogspartierna började förbättras först efter att det svenska stödet hade börjat fasas ut.